# Контрштурмовая группа Секретной службы США
Контрштурмовая группа — специализированное тактическое подразделение Секретной службы США, обеспечивающее тактическую поддержку подразделения охраны президента для защиты президента Соединённых Штатов. Отличается от Отдела охраны президента, задача которого состоит в том, чтобы защитить президента от нападения и эвакуировать президента в безопасное место. Контрштурмовая группа также может оказывать тактическую поддержку другим назначенным защищаемым лицам на объектах и специальных мероприятиях национальной безопасности.
Секретная служба впервые начала формировать контрштурмовые группы в 1979 году. «Соколиный глаз» — это обозначение контрштурмовой группы, присвоенное президенту, за которым следует кодовое название секретной службы президента.

## История

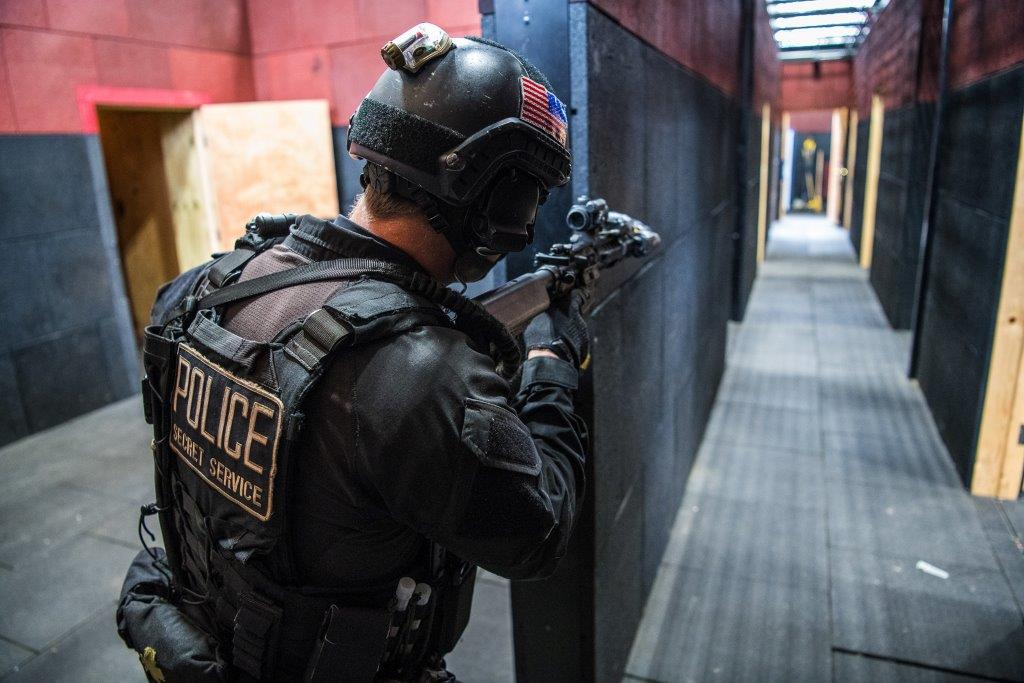
Тренировка членов контрштурмовой группы в учебном центре Роули в 2018 году

До 1979 года автоколонны секретной службы для высокопоставленных лиц в ситуациях повышенного риска включали в себя большой седан, в котором ехали пять или шесть специальных агентов секретной службы, вооружённых автоматами. Команда представляла собой специальный контингент, набранный из специальных агентов, работавших в местном офисе секретной службы, а не из тех, кто регулярно выполнял охранные обязанности. Им было приказано в случае нападения на конвой открыть подавляющий огонь по источнику нападения, чтобы дать автомобилю высокопоставленного лица возможность уйти, не подвергаясь преследованию или блокировке движения.
В 1979 году секретная служба официально оформила программу контрштурмовых групп с постоянно закреплёнными специально обученными операторами.

### «Соколиный глаз»
После покушения на Рональда Рейгана контрштурмовая группа, получившая обозначение «Соколиный глаз», была назначена на постоянную службу сопровождения президента.
Специальные агенты контрштурмовой группы были замешаны в скандале с проституцией на Саммите Америки в 2012 году.

### Покушение на Дональда Трампа
13 июля 2024 года бывший президент и кандидат в президенты США Дональд Трамп был ранен в правое ухо в результате покушения на митинге к западу от Батлера, штат Пенсильвания. Стрелок после совершения покушения был убит контрснайпером Отдела специальных операций.

## Описание

### Отбор и обучение
Членами контрнаступательной группы являются специальные агенты Секретной службы, которые прошли начальный восьмимесячный курс в Федеральном учебном центре правоохранительных органов в Глинко, штат Джорджия, и несколько лет успешно прослужили в Секретной службе. После отбора операторы проходят дополнительные семь недель специальной подготовки, которая включает в себя тактику противодействия засадам и ближний бой. Заявки на участие в команде подаются на конкурсной основе, а физические требования для участия включают три подтягивания в жилете с утяжелителем весом 20 кг и бег на 2,4 км менее чем за девять минут. В конечном итоге отбираются примерно десять процентов претендентов.

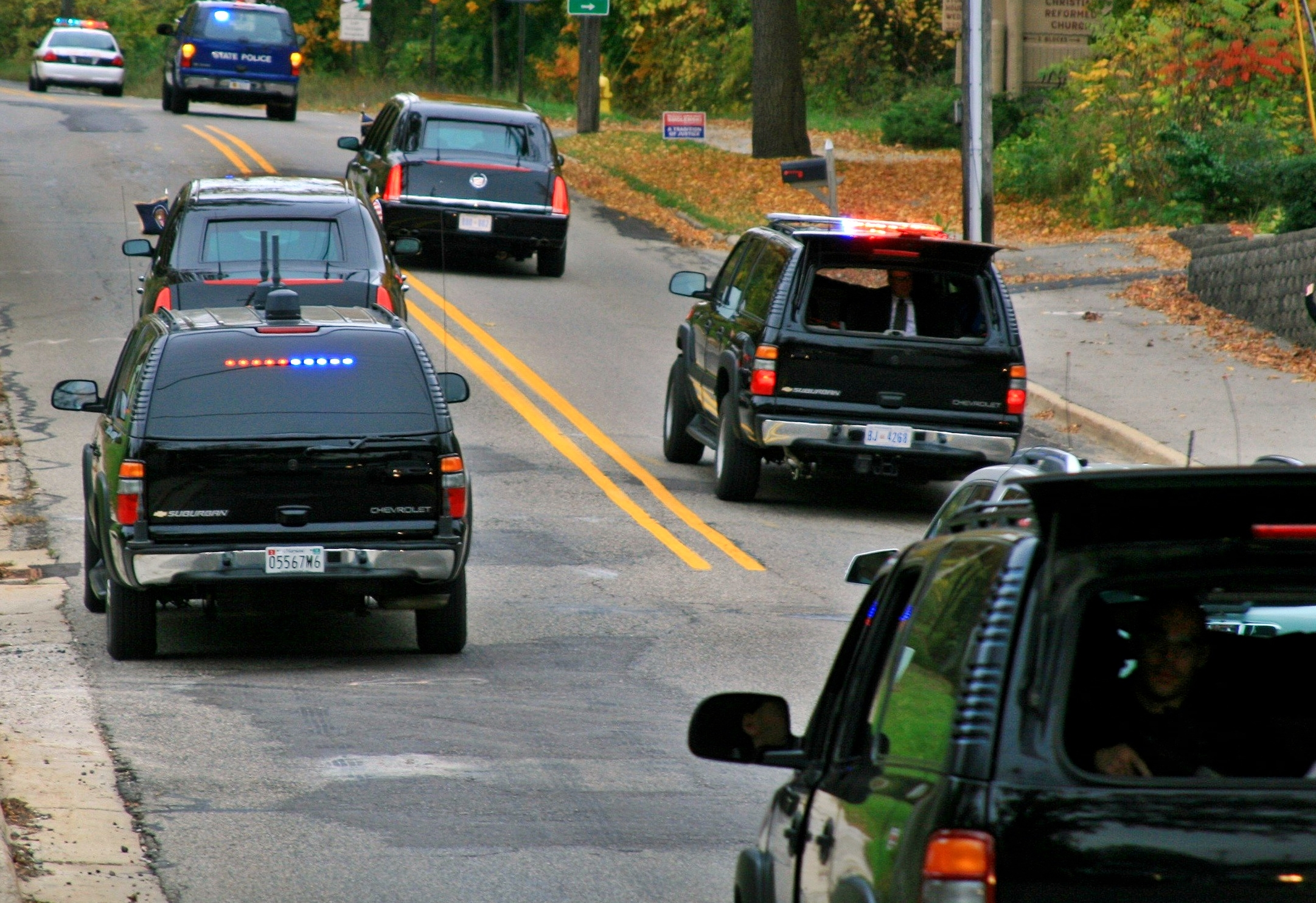
Кортеж во время президентства Джорджа Буша с группой противодействия нападению в машине справа внизу

## Экипировка
Обычно члены группы носят чёрную боевую форму. Каждый член, которому иным образом не назначено более тяжёлое оружие, оснащён винтовкой SR-16, пистолетом Glock 17 и светошумовыми гранатами.

### Обязанности
Группа работает как в составе кортежей, так и на стационарных площадках. В случае нападения нескольких человек на VIP-персону, её транспортное средство или охраняемый объект, группа несёт ответственность за отвлечение нападавших, тем самым выигрывая время смены личной охраны для эвакуации высокопоставленного лица в безопасную зону.
«Соколиный глаз», действуя в составе кортежа президента США, едет на автомобиле, находящемся на расстоянии нескольких машин позади служебного автомобиля президента США